# Пам'ять Євстафія (лінійний корабель, 1830)
«Пам'ять Євстафія» (рос. дореф. «Память Евстафiя») — 84-гарматний вітрильний лінійний корабель Чорноморського флоту Російської імперії.

## Опис
Вітрильний лінійний корабель, довжина корабля становила 53,9 метра, ширина — 14,7 метра, осадка — 6,5 метра, глибина інтрюму — 5,9 метра. Спроєктований за параболічним методом адмірала О. С. Грейга.
Озброєння корабля за відомостями з різних джерел становило від 84 до 108 гармат. Так, озброєння «Пам'яті Евстафія» складалося з двадцяти восьми 36-фунтових довгоствольних і чотирьох 1-пудових гармат на нижній палубі. На верхній палубі розміщувалися тридцять дві 24-фунтові гармати. Ще шість 12-фунтових і двадцять шість 24-фунтових карронад знаходилися на баці і чвертьпалубі. Екіпаж корабля складав 835 осіб.
Корабель названо в пам'ять про балтійський корабель «Євстафій Плакіда», який у розпал Хіоської битви 24 червня 1770 року опинився зчепленим із палаючим турецьким кораблем і вибухнув разом із ним. Назва корабля спадкова — від катерининського корабля, збудованого в Архангельську у 1770 році. Корабель був останнім із чотирьох вітрильних лінійних кораблів російського флоту, що носили це ім'я. До цього однойменні кораблі будувалися у 1770, 1791 і 1810 роках, всі раніше побудовані кораблі несли службу в складі Балтійського флоту.

## Історія
Закладений у Миколаєві на Миколаївській вільній верфі 11 травня 1829 року за підрядом М. С. Серебряного, сума якого склала 946 638 російських рублів. Головний будівник — полковник корпусу корабельних інженерів І. Я. Осмінін, в добудові корабля брав участь капітан корпусу корабельних інженерів І. Д. Воробйов. Після спуску на воду 24 серпня 1830 року, у наступному році перейшов до Севастополя і увійшов до складу Чорноморського флоту Російської імперії.
Під час військової кампанії Російської імперії 1832 років командир корабля, А. Г. Конотопцев, був нагороджений орденом Святого Станіслава III ступеня.

### Босфорська експедиція
У кампанію 1833 року як флагманський корабель ескадри під загальним командуванням і під прапором контрадмірала М. П. Лазарєва брав участь в експедиції Чорноморського флоту на Босфор. 2 лютого кораблі ескадри залишили Севастополь і до 8 лютого прибули в Буюк-дере. До флагманського корабля «Пам'ять Євстафія» підійшли шлюпки з турецькими чиновниками служби берегової охорони Босфору і передали наказ командувача 1-ї Європейської батареї: не входити в протоку без особливого дозволу султана.
Щоб перешкодити росіянам увійти в Босфор, турецька влада вирішила викликати з Константинополя пароплав, але той виявився несправним. Того ж дня, 8 лютого, ескадра увійшла в протоку і стала на якір у Буюк-дере. «Пам'ять Євстафія» став улюбленим місцем відвідин для турецьких військових, цивільних чиновників і членів їхніх сімей, які з цікавістю спостерігали щоденні навчання матросів і розпорядок життя на кораблі.
28 червня на кораблі були завантажені війська і ескадра вийшла з протоки Босфор назад у Чорне море. Висадивши війська у Феодосії до 22 липня кораблі ескадри повернулися до Севастополя.
У кампанію того ж року корабель також виходив у крейсерське плавання в Чорне море. Під час експедиції командир корабля був нагороджений турецькою золотою медаллю та орденом Святої Анни II ступеня з імператорською короною.
Під час кампанії 1834 і 1835 років у складі ескадр кораблів Чорноморського флоту корабель брав участь у практичних і крейсерських плаваннях у Чорному морі. У 1836 році «Пам'ять Євстафія» зазнав тимберування, а в кампанію наступного 1837 року знову у складі практичної ескадри виходив у плавання в Чорне море.

### Кавказька війна
Брав участь у створенні Кавказької укріпленої берегової лінії. Під час військової кампанії 1838 року 12 травня корабель у складі ескадри віцеадмірала М. П. Лазарєва брав участь у висадці десантів, які заснували Вельямінівське укріплення в гирлі річки Туапсе. 8 травня ескадра вийшла з Керченської протоки і вирушила до гирла річки, куди прибула 11 травня. Десантна операція розпочалася вранці наступного дня. Разом з тим, відповідно до звіту М. М. Раєвського, ескадра підійшла до Туапсе 12 травня, о десятій годині ранку, і відразу вишикувалася в бойовий порядок в 400 сажнях (853 метри) від берега.
10 липня того ж у складі ескадри контрадмірала С. П. Хрущова корабель брав участь у висадці десантів, які заснували Тенгінське укріплення в гирлі річки Шапсухо. У цьому десанті, для додаткової артилерійської підтримки загону, що висаджувався, були задіяні і човни азовських козаків, якими командував флігель-ад'ютант принц Гогенлое Вальденбург.
Перший десант, зібраний на Тамані і розподілений по судах ескадри Чорноморського флоту, що прибула до гирла Керченської протоки 23 квітня. Ескадра під командуванням М. П. Лазарєва вийшла з Керченської протоки в море 28 квітня і досягла довколишніх усть річок Шаха і Субаші 2 травня, о п'ятій годині вечора. Вранці наступного дня кораблі почали вишиковуватися в бойовий порядок на відстані 320 метрів від берега і згодом відкрили вогонь по укріпленням кавказьких військ. Після закінчення артилерійського вогню, кораблі, серед яких і «Пам'ять Євстафія», висадили десанти.
7 липня 1839 року у складі ескадри С. П. Хрущова висаджував десант в гирлі річки Псезуапсе. Ескадра прибула до гирла Псезуапсе 7 липня, о дев'ятій годині вечора. На наступний день кораблі ескадри вишикувалися в бойовий порядок на відстані 320 метрів від берега моря і навпроти правого берега гирла річки. Безпосередньо перед проведенням десанту було вирішено висадити війська на лівий берег Псезуапе, а потім перейти на правий. Десанти заснували Головінське і Лазарєвське укріплення відповідно.
Під час цієї кампанії командир корабля, П. Х. Мессер, був нагороджений орденом Святої Анни II ступеня за відмінності під час висадки військ на абхазький берег і орденом Святого Георгія IV ступеня за вислугу 25 років в офіцерських чинах.
10 травня і 22 травня 1840 року в складі ескадри віцеадмірала М. П. Лазарєва корабель висаджував десанти для захоплення Вельямінівського і Лазаревського фортів, раніше завойованих кавказцями. Кампанію 1841 року корабель знову провів у Чорному морі в складі практичних ескадр Чорноморського флоту.
У 1845 році лінійний корабель «Пам'ять Євстафія» був відрахований до порту, а після закінчення служби у 1850 році — розібраний.

## Командири
- А. Г. Конотопцев (1831—1837);
- П. Х. Мессер (1838—1841).